# Dolichopoda kiriakii
Dolichopoda kiriakii är en insektsart som beskrevs av Rampini och Di Russo 2008. Dolichopoda kiriakii ingår i släktet Dolichopoda och familjen grottvårtbitare. IUCN kategoriserar arten globalt som sårbar. Inga underarter finns listade i Catalogue of Life.